# Lupangue
Lupangue är ett berg i Angola.   Det ligger i provinsen Benguela, i den västra delen av landet, 400 kilometer söder om huvudstaden Luanda. Toppen på Lupangue är 2 554 meter över havet.
Terrängen runt Lupangue är varierad. Lupangue ligger uppe på en höjd som går i öst-västlig riktning. Lupangue är den högsta punkten i trakten. Runt Lupangue är det ganska glesbefolkat, med 24 invånare per kvadratkilometer..
I omgivningarna runt Lupangue växer huvudsakligen savannskog.